# Рудка (ліва притока Дністра)
Рудка — річка в Україні у Чортківському районі Тернопільської області. Ліва притока річки Дністра (басейн Дністра).

## Опис
Довжина річки приблизно 7,5 км, найкоротша відстань між витоком і гирлом — 5,95  км, коефіцієнт звивистості річки — 1,27 . Формується декількома струмками та загатами.

## Розташування
Бере початок на північно-східній стороні від села Вигода. Тече перевжно на південний захід і у селі Синьків впадає у річку Дністер.

## Цікаві факти
- На річці існують декілька природних джерел[3].